# World Outgames
World Outgames một hoạt động thể thao văn hóa được tổ chức bởi cộng đồng người đồng tính. World Outgames lần thứ nhất được tổ chức vào năm 2006, có hơn 12.000 người tham gia và cũng là . Outgames lần thứ nhất không thành công như mong đợi và lỗ 5,3 triệu USD.
Outgames được tổ chức cho tất cả mọi người tham dự không phân biệt thiên hướng tình dục. Nhiều vận động viên và nghệ sĩ đến từ khắp nơi trên thế giới, nhiều người đến từ những nước mà đồng tính luyến ái vẫn còn bất hợp pháp và không công khai.
Outgames là khác với Gay Games. Gay Games lần thứ 7 dự định được tổ chức ở Montréal năm 2006 nhưng Liên đoàn Thể thao Người đồng tính (Federation of Gay Games) đã hủy bỏ khi không đồng thuận với Montréal về quy mô của sự kiện. Gay Games 2006 chính thức được tổ chức ở Chicago với chỉ hơn 12.000 người tham gia.